# Heffron Drive Winter Tour 2013
Heffron Drive Winter Tour 2013—en Español: Heffron Drive gira de invierno 2013. Es la segunda gira de conciertos de la banda Heffron Drive. La gira se inició oficialmente el 23 de noviembre de 2013 en el Scout Bar en Houston, Texas y concluyó el 22 de diciembre de 2013 en el The Roxy de Los Ángeles. La gira incluye ciudades en Estados Unidos siendo el debut de la banda en ese país. La gira fue anunciada por primera vez el 17 de octubre de 2013 por la banda en sus cuentas oficiales en Twitter. En la gira presentaron todas las canciones de su EP junto con algunas canciones nuevas y un cover de Wake Me Up del cantante Avicii.

## Antecedentes
La gira fue anunciada por primera vez en Twitter por los integrantes de la banda. En una entrevista sobre la gira Kendall declaró: no podría estar más emocionado por la gira de invierno con Heffron Drive por los Estados Unidos. Esta es la primera vez que he hecho shows en EE. UU. desde BTR y quería darle a los fanes del pasado, el presente y el futuro algo especial para hablar. Tenemos una banda completa en esta gira el arranque de las obras clásicas, y también planeamos estrenar nuevas canciones, que nunca se han visto u oído antes.

## Actos de apertura
- Eric Dash[3]
- Ariana & The Rose[4]

## Listas de canciones

### Heffron Drive Setlist[5]
- Better Get to Movin'

- Stand Forever

- One Track Mind

- Love Letter

- Feels So Good

- Wake Me Up (Avicii Cover)

- Art Of Moving On

- Quiet Please

- Memories & Melodies

- Time Wasting

(Fin del Concierto)

## Fechas de la gira
Estos son los conciertos como lo confirma su página oficial de internet.
| Norteamérica            |               |                |                            |
| 23 de noviembre de 2013 | Houston       | Estados Unidos | Scout Bar                  |
| 24 de noviembre de 2013 | Dallas        | Estados Unidos | Kessler Theater            |
| 26 de noviembre de 2013 | Athens        | Estados Unidos | The Melting Point          |
| 27 de noviembre de 2013 | Jacksonville  | Estados Unidos | Brewsters Roc Bar          |
| 28 de noviembre de 2013 | Tampa         | Estados Unidos | Orpheum                    |
| 29 de noviembre de 2013 | Raleigh       | Estados Unidos | Mirage                     |
| 30 de noviembre de 2013 | Filadelfia    | Estados Unidos | Theater of the Living Arts |
| 2 de diciembre de 2013  | Nueva York    | Estados Unidos | Webster Hall               |
| 3 de diciembre de 2013  | Hartford      | Estados Unidos | Webster Underground        |
| 4 de diciembre de 2013  | Boston        | Estados Unidos | The Wilbur Theater         |
| 5 de diciembre de 2013  | Rochester     | Estados Unidos | Montage Music Hall         |
| 7 de diciembre de 2013  | Pittsburgh    | Estados Unidos | Altar Bar                  |
| 8 de diciembre de 2013  | Pontiac       | Estados Unidos | The Crofoot                |
| 9 de diciembre de 2013  | Rensselaer    | Estados Unidos | Embers                     |
| 10 de diciembre de 2013 | St. Louis     | Estados Unidos | Firebird                   |
| 12 de diciembre de 2013 | Kansas City   | Estados Unidos | The Riot Room              |
| 13 de diciembre de 2013 | Chicago       | Estados Unidos | Logan Square               |
| 14 de diciembre de 2013 | Columbus      | Estados Unidos | Skully’s Music Diner       |
| 19 de diciembre de 2013 | Tempe         | Estados Unidos | Club Red                   |
| 21 de diciembre de 2013 | San Francisco | Estados Unidos | Brick & Mortar             |
| 22 de diciembre de 2013 | Los Ángeles   | Estados Unidos | The Roxy Theatre           |